# Terellia tussilaginis
Terellia tussilaginis ist eine Fliege aus der Familie der Bohrfliegen (Tephritidae).

## Merkmale

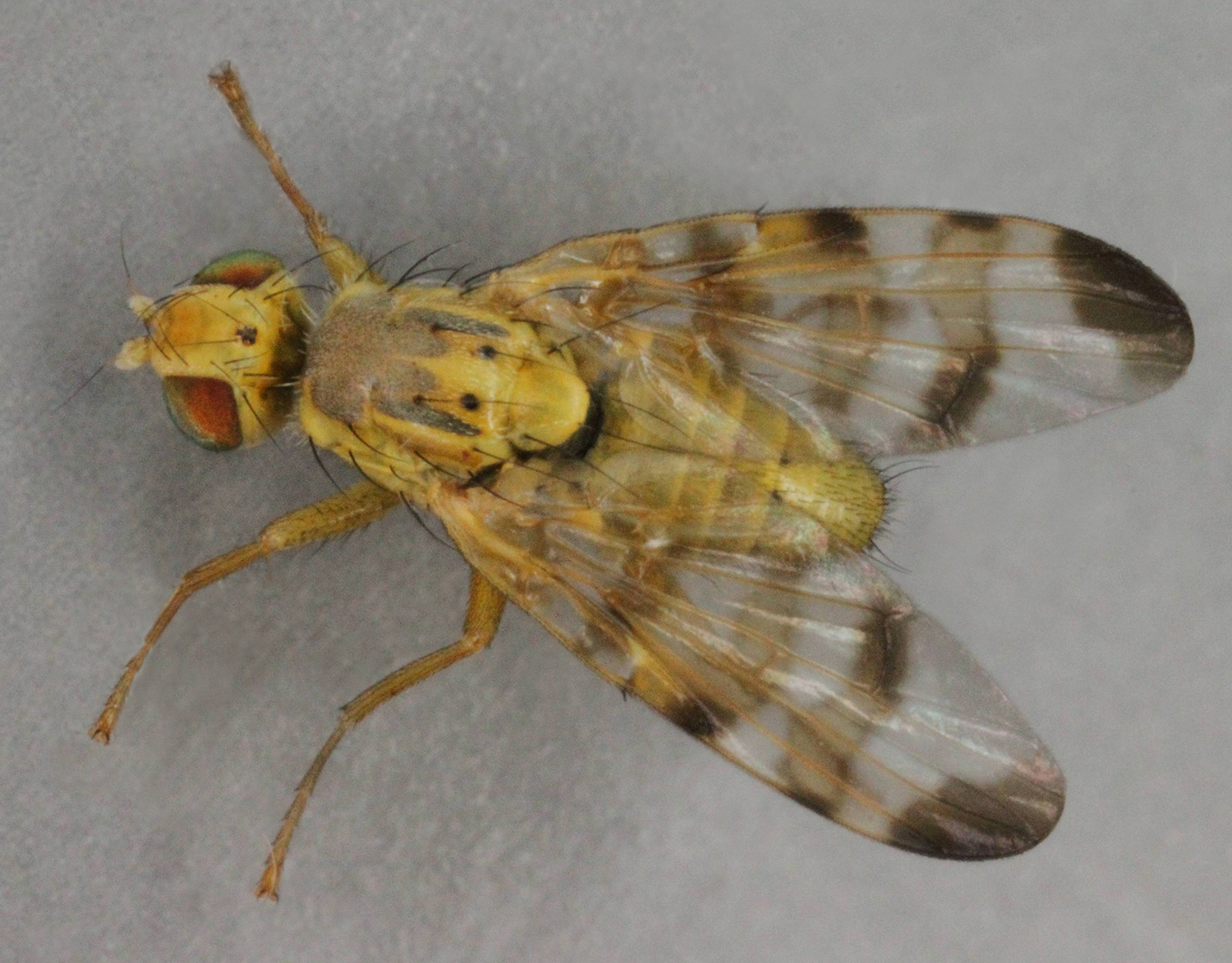
Männchen Terellia tussilaginis

Die Fliegen erreichen eine Körperlänge von 5,0 bis 6,5 Millimetern. Ihr Körper hat eine gelbliche Grundfarbe. Das Mesonotum ist gelb und trägt rostfarbene, hinten dunkle Längsstreifen. Die Pleuren sind ungestreift, die Beine ebenso gelb. Die Flügel tragen vier gelbe, braun gerandete Querbinden. Am Hinterleib sind gelegentlich vier Reihen schwarzer Punktflecken erkennbar. Die Fühler sind oberhalb der Augenmitte eingelenkt, die Stirn ist flach. 
Das Geschlecht der Bohrfliege lässt sich einfach herausfinden. Während Männchen einen abgerundeten Hinterleib haben, sind die Weibchen an ihren rotbraunen, nach hinten dunkler werdenden Legebohrer zu erkennen.

## Vorkommen und Lebensweise
Die Tiere kommen in Europa weit verbreitet vor. Die Imagines findet man im Juli an den Larvenfraßpflanzen. Diese sind vor allem Kletten (Arctium), gelegentlich auch Disteln und Flockenblumen (Centaurea). Die Larven leben in den Blütenköpfen der Pflanzen.

## Synonyme
- Musca lappae, Cederhielm, 1798
- Musca tussilaginis, Fabricius, 1775
- Orellia tussilaginis, Fabricius, 1775
- Tephrytis impunctata, Robineau-Desvoidy, 1830
- Terellia lappae, Cederhjelm, 1798
- Trupanea acanthi, Schrank, 1803
- Trupanea tanaceti, Schrank, 1803
- Cerajocera

## Belege